# Objeto abstracto
Un objeto abstracto es un objeto que no posee materia, no participa de relaciones causales y no está en el espacio-tiempo, pero sobre el que se pueden definir acciones. Son productos de la abstracción aplicada sobre objetos materiales u otro tipo de ente.  
Los objetos abstractos surgen tras la eliminación de las características individuales de un determinado conjunto de entes sobre los que se quiere actuar, dejando solamente aquellas características que son comunes a todo el conjunto. 